# Певність (філософія)
Певність (також відома як епістемічна певність або об’єктивна певність; в деяких контекстах може бути слушним вживання слова визначеність) — це епістемічна властивість переконань, щодо яких у людини немає раціональних підстав сумніватися. Один із стандартних способів визначення епістемічної певності полягає в тому, що переконання є певним тоді і тільки тоді, коли особа, яка дотримується цього переконання, не могла помилитися, дотримуючись цього переконання. Інші поширені визначення певності передбачають безсумнівну природу таких переконань або визначають певність як властивість цих переконань з найбільшим можливим обґрунтуванням. Певність тісно пов’язана зі знанням, хоча сучасні філософи схильні розглядати знання як таке, щодо якого висуваються нижчі вимоги, ніж до певності.
Важливо відзначити, що епістемічна впевненість — це не те ж саме, що психологічна впевненість (також відома як суб’єктивна впевненість або впевненість), яка описує найвищий ступінь, до якого людина може бути переконана, що щось правдиве. Хоча людина може бути повністю переконана в тому, що конкретне переконання є істинним, і може навіть бути психологічно неспроможною визнати його хибність, це не означає, що переконання саме по собі поза раціональним сумнівом або нездатне бути хибним. У той час як слово «певність» іноді використовується для позначення суб’єктивної впевненості людини щодо істинності переконань, філософів насамперед цікавить питання, чи будь-які переконання коли-небудь досягають об’єктивної впевненості.
Філософське питання про те, чи можна взагалі бути в чомусь справді впевненим, широко обговорювалося протягом століть. Багато прихильників філософського скептицизму заперечують можливість певності або стверджують, що вона можлива лише в апріорних областях, таких як логіка чи математика. Історично склалося так, що багато філософів вважали, що знання вимагає епістемічної певності, а отже, необхідно мати безпомилкове обґрунтування, щоб вважатися обізнанимм про істинність судження. Проте багато філософів, таких як Рене Декарт, були стурбовані отриманими скептичними наслідками, оскільки весь наш досвід принаймні здається сумісним з різними скептичними сценаріями. Сьогодні загальновизнано, що більшість наших переконань сумісні зі своєю хибністю, а отже, є помилковими, хоча статус впевненості все ще часто приписується обмеженому колу переконань (таких як «Я існую»). Очевидна помилковість наших вірувань спонукала багатьох сучасних філософів заперечувати, що знання вимагає певності.
У Європейському словнику філософій так пояснюється термін «певність»:
Але Gewißheit «певність» через свою спорідненість з wissen «знати» (яка не проявляється у французькому certitude, більш близькому до certain, ніж до savoir, і якa радше перекладає Sicherheit) має особливий статус. Це не ментальний стан, але так само і не стан речей. Знання (wissen) парадоксально отримує в Über Gewißheit статус одразу і суб’єктивний, і об’єктивний: саме я є тим, хто знає.
Wann aber ist etwas objectiv gewiß? - Wenn ein Irrtum nicht möglich ist (...). Muß der Irrtum nicht logisch ausgeschlossen sein?

Але коли дещо є об’єктивно певним? – Коли помилка неможлива (...). Чи не мусить помилка бути логічно виключеною? Ludwig Wittgenstein,Über Gewißheit, § 194.
Схоже, що Вітґенштайн розрізняє Sicherheit «надійність» (стан граматично суб’єктивний, але пов’язаний зі знанням, § 357) та Gewißheit «певність». Твердження з певністю, Gewissen, є особливою формою об’єктивності; ми не сумніваємося в них, і не тому, що їх не можна довести (їх неможливо довести, так само як і всі емпіричні твердження, але тому, що вони є «завісами» (Angeln), на яких повертаються наші питання і судження. Gewissen, саме тому, що вони є емпіричними твердженнями, належать до нашої логіки.
D.h., die Fragen, die wir stellen, und unsere Zweifel beruhen darauf, daß gewisse Sätze vom Zweifel ausgenommen sind, gleichsam die Angeln, in welchen jene sich bewegen. D.h., es gehört zur Logik unserer wissenschaftlichen Untersuchungen, daß Gewisses in der Tat nicht angezweifeit wird. 

Тобто питання, які ми ставимо, і наші сумніви засновуються на тому, що певні твердження залишаються поза сумнівом, як завіси, на яких вони рухаються. Тобто логіка наших наукових досліджень вимагає, що певності (Gewisses) не викликають сумніву. Ibid.,§ 341–342.

## Людвіг Вітгенштайн – 20 століття
Той, хто хотів сумніватися в усьому, навіть не дійшов би до точки сумніву. Сама гра в сумніви вже передбачає певність.
Оригінальний текст (нім.)
Wer an allem zweifeln wollte, der würde auch nicht bis zum Zweifel kommen. Das Spiel des Zweifelns selbst setzt schon die Gewißheit voraus.

Людвіг Вітгенштайн, Про певність, §115
«Про певність» — серія нотаток, зроблених Людвігом Вітгенштайном безпосередньо перед смертю. Основна тема роботи полягає в тому, що контекст відіграє роль у епістемології. У всій своїй роботі Вітгенштайн стверджує антифундаменталістську ідею: що кожне твердження можна поставити під сумнів, але певність можлива в структурі. «Функція [тверджень] у мові полягає в тому, щоб служити своєрідною структурою, в якій емпіричні твердження можуть мати сенс».
Фізик Лоуренс М. Краусс вважає, що потреба використання кількісної невизначеност (ступенів певності) недооцінюється в різних сферах, включаючи розробку політики та розуміння науки:
Фактично, однак, невизначеність є центральним компонентом того, що робить науку успішною. Можливість кількісно оцінити невизначеність і включити її в моделі — ось що робить науку кількісною, а не якісною. Дійсно, жодне число для вимірювання, жодне спостережуване в науці не є точним. Наведення чисел без додавання до них невизначеності означає, що вони, по суті, не мають значення…

Ось чому невизначеність є такою важливою. Поки ми не зможемо кількісно оцінити невизначеність у наших твердженнях і прогнозах, ми не матимемо уявлення про їх силу чи значення. Так само і в публічній сфері. Державна політика, яка здійснюється за відсутності розуміння кількісних невизначеностей або навіть розуміння труднощів отримання надійних оцінок невизначеностей, зазвичай означає погану державну політику.